# Winklarn (Horní Falc)
Winklarn je trhová obec v zemském okrese Schwandorf v Horní Falci (Bavorsko). Patří do správního svazku s obcí Oberviechtach.

## Poloha

### Zeměpisná poloha
Winklarn se nachází v regionu Horní Falc Sever.
Severně od tržní obce Winklarn až k jezerům Schönsee a Weiding se rozkládá rozsáhlá zalesněné území, které dříve patřilo panství blízkého hradu Frauenstein. Nejvyšší nadmořskou výškou je vrchol Signalberg (887 mnm). Na Frauensteinu se nachází zřícenina hradu Frauenstein (835 mnm).

### Sousední obce
Sousedními obcemi jsou od západu: Dieterskirchen, Oberviechtach, Schönsee, Weiding, Tiefenbach, Rötz a Thanstein.
| Růžice kompasu | Oberviechtach  | Schönsee              | Weiding    | Růžice kompasu |
| Růžice kompasu | Dieterskirchen | Sever                 | Tiefenbach | Růžice kompasu |
| Růžice kompasu | Dieterskirchen | Winklarn (Horní Falc) | Tiefenbach | Růžice kompasu |
| Růžice kompasu | Dieterskirchen | Jih                   | Tiefenbach | Růžice kompasu |
| Růžice kompasu | Thanstein      | Rötz                  | Tiefenbach | Růžice kompasu |

## Historie

### Od založení do konce 18. století
Název obce se poprvé objevuje v listině z roku 1249 jako "Winkilar".Kolem roku 1285 se uvádí jako "Winchlern", v roce 1326 jako "Wincklarn" a nakonec kolem roku 1350 v dnes platném pravopisu názvu obce. Původní název obce pochází ze středohornoněmeckého výrazu "winkel", který znamenal "úhel, odlehlý, skrytý prostor". Vesnice, která se rozrostla v trh, se nacházela v bavorské Nordgau a byla sídlem uzavřené dvorní marky, která až do 19. století patřila pod správu okresního soudu Neunburg vorm Wald.
V roce 1527 získal Hans Fuchs z vlivného franského šlechtického rodu Fuchsů z Wallburgu Winklarn do dědičného vlastnictví jako léno od císaře Karla V. Šlechtický rod Fuchsů nechal ve Winklarnu postavit zámek, který byl až do 19. století dvorním a správním centrem panství Winklarn, Reichenstein-Schönsee a dvorní marky Frauenstein. Od roku 1555 (augsburský císařský a náboženský mír) byli obyvatelé Winklarnu stoupenci učení reformátora Martina Luthera a po tři generace byli evangelickými luterány.
V průběhu třicetileté války (1618-1648) za rekatolizace v Bavorsku byl v roce 1634 vyvlastněn panský majetek Hanse Friedricha Fuchse, potomka rodu Fuchs von Wallburg. Nebyl ochoten přestoupit na římskokatolickou víru a nechat se veřejně pokřtít. Jeho dcera Eva Johanna se provdala za Hanse Wilhelma svobodného pána von Aufseß zu Wüstenstein. Winklarn pak patřil rodu von Aufseß, dokud Carl Siegmund hrabě a pán z Aufseßu neprodal v roce 1732 dvorskou marku Johannu Friedrichu hraběti Lanthierimu. V roce 1742 panství získal kurfiřtský vyslanec a ministr Johann Bernhard von Francken (1668-1746).

## Galerie
- Winklarn ze vzduchu
- Náměstí ve Winklarn
- Přírodní partie v okolí Winklarn
- Kalvarienberg
- Socha sv. Jana Nepomuckého